# Alocasia hypnosa
Alocasia hypnosa är en kallaväxtart som beskrevs av J.T.Yin, Y.H.Wang och Z.F.Xu. Alocasia hypnosa ingår i släktet Alocasia och familjen kallaväxter. Inga underarter finns listade.